# 976 Benjamina
976 Benjamina là một tiểu hành tinh bay quanh Mặt Trời.